# هامو ساهيان
هامو ساهيان(أرمني: Համո Սահյան، المَعروف أيضاً باسم Hmayak Sahaki Grigoryan 14 أبريل 1914 - 17 يوليو 1993) كان شاعرًا ومترجمًا أرمينيًا.

## حياتُه
في عام 1939 تَخَرَّج ساهيان مِن مَعهد باكو التَربويّ. في عام 1941 انتَقَلَ إلى يريفان، ثُمَّ خَدَمَ في البَحرية السوفيتية خلال الحرب العالمية الثانية. كان يَعملُ في صَحيفتي "Avangard" و"Vozni"، وتَمَّ تَحريره "Grakan tert". تَم نَشر أول مَجموعَة مِن قَصائِده في عام 1946. حَصل ساهان عَلى جائِزَة الدولة لأرمينيا عَن كتابه «سزام، باتسفير» عام (1972). تُوفيَ ساهيان في عام 1993 ودُفِنَ في كوميتاس بانثيون في يريفان.

## وصلات خارجية
- Hamo Sahyan's biography in Armenian